# Liste der Schweriner Domprediger

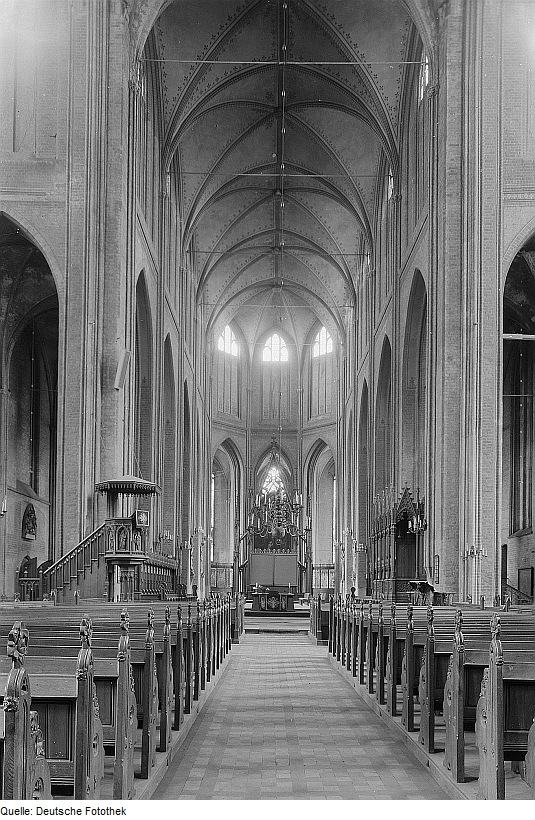
Das Langhaus des Schweriner Doms mit der Domkanzel

Nach der Reformation waren ab 1564 die Superintendenten von Schwerin zugleich Erste Domprediger. Daneben gab es zwei weitere Dompredigerstellen, ab 1925 eine vierte. Als Domprediger waren am Schweriner Dom tätig:
| Name                                            | von  | bis  | Anmerkungen                                                                                                  |
| ----------------------------------------------- | ---- | ---- | --- |
| Joachim Nossiophagus (Kükenbieter)              | 1552 | 1558 | erster lutherischer Prediger am Dom                                                                          |
| Ernst Rothmann                                  | 1552 | 1567 | 2., 1559 Domprediger                                                                                         |
| Simon Pauli (der Ältere)                        | 1559 | 1560 | 3. Domprediger                                                                                               |
| Konrad Becker                                   | 1561 | 1562 | als Stiftssuperintendent berufen, trat das Amt aber nicht an                                                 |
| Wolfgang Peristerus                             | 1564 | 1571 | 1. Domprediger und Superintendent                                                                            |
| Nicolaus Lindenberg († 1609)                    | 1567 | 1606 | 2. Domprediger                                                                                               |
| Joachim Klockow                                 | 1568 | 1596 | 3. Domprediger                                                                                               |
| Mento Gogreve                                   | 1573 | 1576 | 1. Domprediger und Superintendent                                                                            |
| Franz Stüler                                    | 1576 | 1583 | 1. Domprediger und Superintendent                                                                            |
| Johann Niefindt (Neovinus)                      | 1585 | 1603 | 1. Domprediger und Superintendent                                                                            |
| Peter Hesse                                     | 1596 | 1602 | 3. Domprediger                                                                                               |
| Andreas Senst                                   | 1602 | 1631 | 3., ab 1624 2. Domprediger                                                                                   |
| Joachim Reich                                   | 1604 | 1608 | 1. Domprediger und Superintendent                                                                            |
| Samuel Krüger (1560–1624)                       | 1606 | 1624 | 2. Domprediger                                                                                               |
| Johann Köster                                   | 1609 | 1622 | 1. Domprediger und Superintendent                                                                            |
| Friedrich Wetter                                | 1624 | 1639 | 1. Domprediger und Superintendent                                                                            |
| Heinrich Bilderbeck                             | 1624 | 1671 | 3., 1632 2., 1647 1. Domprediger und Superintendent                                                          |
| Michael Gutzmer                                 | 1632 | 1648 | 3., 1647 2. Domprediger                                                                                      |
| Joachim Walter                                  | 1640 | 1646 | 1. Domprediger und Superintendent, auch Hofprediger                                                          |
| Johann Ludwig Susemil (1596–1679)               | 1647 | 1674 | 3., 1648 2. Domprediger                                                                                      |
| Ernst Meyer                                     | 1648 | 1653 | 3. Domprediger                                                                                               |
| Lukas Olthof                                    | 1653 | 1686 | 3., 1673 1. Domprediger und Superintendent                                                                   |
| Peter Leander                                   | 1674 | 1680 | 2. Domprediger                                                                                               |
| Johann Schütze                                  | 1674 | 1694 | 3., 1680 2., 1687 1. Domprediger und Superintendent                                                          |
| Georg Henrici                                   | 1680 | 1689 | 3. Domprediger                                                                                               |
| Johann Christoph Schwante                       | 1687 | 1690 | 2. Domprediger                                                                                               |
| Johann Rümker                                   | 1689 | 1689 | 3. Domprediger                                                                                               |
| Isaak Löscher                                   | 1690 | 1691 | 2. Domprediger                                                                                               |
| Peter Koch                                      | 1690 | 1694 | 3. Domprediger                                                                                               |
| Joachim Martin Schumann                         | 1691 | 1729 | 2., 1709 1. Domprediger und Superintendent                                                                   |
| Ulrich Ernst Leumann                            | 1695 | 1708 | 1. Domprediger und Superintendent                                                                            |
| Georg Westphal                                  | 1695 | 1718 | 3., 1710 2. Domprediger                                                                                      |
| Johann Daniel Suckow                            | 1709 | 1728 | 3. Domprediger                                                                                               |
| Christian Witsche                               | 1729 | 1776 | 1. Domprediger und Superintendent                                                                            |
| Samuel Christfried Starck                       | 1730 | 1769 | 2. Domprediger                                                                                               |
| Carl Friedrich Weickhmann                       | 1730 | 1732 | 3. Domprediger                                                                                               |
| Johann Christian Menckel (1702–1775)            | 1756 | 1775 | 1. Domprediger und Superintendent, zuvor schon ab 1730 Hofprediger                                           |
| Daniel Friedrich Rudow                          | 1769 | 1780 | 2. Domprediger                                                                                               |
| Friedrich Heinrich Ludwig Georg Martini         | 1776 | 1792 | 1. Domprediger und Superintendent                                                                            |
| Ernst Gottlob Reimkasten                        | 1770 | 1807 | 3., 1780 2., 1799 1. Domprediger und Superintendent                                                          |
| Carl Christian Brandenburg                      | 1780 | 1811 | 3., 1799 2. Domprediger                                                                                      |
| Heinrich Julius Tode                            | 1793 | 1797 | 1. Domprediger und Superintendent                                                                            |
| Georg Christian Benedikt Ackermann              | 1801 | 1833 | 2., 1808 1. Domprediger und Superintendent, ab 1830 auch Oberhofprediger                                     |
| Christian Vollrath Hane                         | 1799 | 1828 | 3., 1811 2. Domprediger                                                                                      |
| Friedrich Christian Erbe                        | 1812 | 1839 | 3., 1828 2. Domprediger                                                                                      |
| Friedrich Franz Beutler                         | 1829 | 1845 | 3., 1839 2. Domprediger                                                                                      |
| Johann Christoph Kliefoth                       | 1834 | 1844 | 1. Domprediger und Superintendent                                                                            |
| Albrecht Bartsch                                | 1839 | 1851 | 3., 1845 2. Domprediger                                                                                      |
| Theodor Kliefoth                                | 1844 | 1849 | 1. Domprediger und Superintendent                                                                            |
| Heinrich Otto Böcler                            | 1845 | 1855 | 3., 1851 2. Domprediger                                                                                      |
| Hermann Karsten                                 | 1850 | 1876 | 1. Domprediger und Superintendent, gab das Amt 1856 ab, behielt aber den Titel                               |
| Christoph Joachim Friedrich Mau                 | 1851 | 1869 | 3., 1855 2. Domprediger                                                                                      |
| Georg Heinrich Friedrich Schliemann (1802–1879) | 1856 | 1876 | 1. Domprediger und Superintendent (in Vertretung von Hermann Karsten)                                        |
| Johannes Heinrich Thomälen                      | 1860 | 1880 | 3., 1869 2. Domprediger                                                                                      |
| Paul Bard                                       | 1869 | 1909 | 3., 1876 1. Domprediger und Superintendent                                                                   |
| Richard August Hencke                           | 1878 | 1894 | 3., 1881 2. Domprediger                                                                                      |
| Otto Weber                                      | 1880 | 1906 | 3., 1894 2. Domprediger, 1901 mit Titel „Kirchenrat“                                                         |
| Friedrich Franz Meltzer                         | 1906 | 1921 | 3., 1911 2. Domprediger                                                                                      |
| August Leo                                      | 1906 | 1911 | 3., 1907 2. Domprediger                                                                                      |
| Bernhard Rische                                 | 1907 | 1911 | 2. Domprediger                                                                                               |
| Heinrich Behm                                   | 1909 | 1921 | 1. Domprediger und Superintendent, 1921 Landesbischof                                                        |
| Gerhard Tolzien                                 | 1911 | 1916 | 3. Domprediger                                                                                               |
| Martin Haack                                    | 1911 | 1950 | erst 3. und 2., 1934 1. Domprediger, seit 1941 Propst                                                        |
| Bernhard Friedrich Wilhelm Gösch                | 1921 | 1922 | 2. Domprediger                                                                                               |
| Friedrich Bard                                  | 1922 | 1934 | 2. Domprediger                                                                                               |
| Julius Sieden                                   | 1927 | 1933 | 1. Domprediger und Landessuperintendent                                                                      |
| Henning Fahrenheim                              | 1925 | 1934 | 4. Domprediger                                                                                               |
| Johannes Heepe                                  | 1934 | 1945 | 1. Domprediger und Landessuperintendent                                                                      |
| Karl Kleinschmidt                               | 1935 | 1968 | 3. Domprediger                                                                                               |
| Theodor Werner                                  | 1946 | 1953 | Landessuperintendent                                                                                         |
| Joachim Lohff                                   | 1950 | 1971 | 2. Domprediger                                                                                               |
| Günter Pilgrim                                  | 1967 | 1980 | Domprediger                                                                                                  |
| Jürgen Hebert                                   | 1971 | 1985 | Domprediger                                                                                                  |
| Ernst Friedrich Roettig                         | 1982 | 1994 | Domprediger                                                                                                  |
| Friedrich-Karl Sagert                           | 1986 | 1996 | Domprediger                                                                                                  |
| Andreas Weiß                                    |      |      | danach 11 Jahre Propst in Königslutter, heute Sonderpfarrstelle „Kirche auf dem Weg“ mit Sitz in Blankenburg |
| Albrecht Martins                                |      |      | |
| Volker Mischok                                  | 2000 | 2022 | Domprediger                                                                                                  |
| Ariane Baier                                    | 2017 | 2022 | Dompredigerin                                                                                                |
| Güntzel Schmidt                                 | 2022 |      | Domprediger                                                                                                  |